# 1984年のテレビ (日本)
1984年のテレビ（1984ねんのテレビ）では、1984年（昭和59年）の日本におけるテレビジョン放送全般の動向についてまとめる。

## 番組関係のできごと

### 1月
- 1日 - 日本テレビ系で、芸能人対抗運動会番組『全日本オールスター選抜大運動会』を15:00 - 16:55に放送。同日にはTBSの『新春オールスター大運動会』も19:00 - 20:51に放送、2局で運動会番組が放送された。
- 2日 - TBS系で芸能人による隠し芸バラエティ番組『超豪華!番組対抗かくし芸!スターが競う!ザ・チャンス!』を9:00 - 11:24に放送。この回の放送をもって5年の幕を降ろし、隠し芸バラエティ番組はフジテレビ系の『新春スターかくし芸大会』と日本テレビ系の『番組対抗かくし芸大会』だけとなる。なお同日同局の18:30 - 19:54では、『ザ・チャンス!』の正月版『ドリフが挑戦・お年玉だョ!ウルトラチャンス』が放送（ゲスト：ザ・ドリフターズ）。なお同じ日には正月恒例演芸番組『初笑いうるとら寄席』が放送されたが、1967年以来続いた同番組はこの日をもって幕を閉じた。
- 3日 - 毎日放送・TBS系で石森章太郎原作・東映制作の特撮シリーズ仮面ライダーシリーズの特別番組『10号誕生!仮面ライダー全員集合!!』を放送。これまでテレビ以外の媒体（雑誌など）で展開されてきた10人目の仮面ライダー「仮面ライダーZX」が同番組でテレビ初登場を果たす。
- 4日
  - 日本テレビ系『水曜ロードショー』で特別企画として、千葉真一主演のスペシャルドラマ『素晴らしきサーカス野郎』を放送。
  - フジテレビ系のミニ紀行・グルメ番組『くいしん坊!万才』の5代目くいしん坊として、俳優の川津祐介がこの日の放送より登場。しかし、この年の暮れ12月30日の放送をもって降板、わずか1年、出演回数も歴代最下位となる228回という短い担当期間だった[1]。
- 8日
  - NHK大河ドラマ『山河燃ゆ』放送開始（ - 12月23日）。大河ドラマで初めて昭和を題材とした作品となった[2]。
  - テレビ朝日系のクイズ番組・『象印クイズ ヒントでピント』の男性軍（旧スペード軍）・女性軍（旧ハート軍）の新4枠に沖田浩之と斉藤ゆう子がそれぞれ登板、旧スペード軍4枠のおりも政夫が男性軍3枠に昇格。同様にセットも一新し両軍の名称が男性軍、女性軍となった[3]。
- 13日 - 日本テレビで、石ノ森章太郎原作の特撮ドラマ『星雲仮面マシンマン』放送開始（ - 9月28日）。なお、この年だけで『マシンマン』のほか、テレビ朝日系のスーパー戦隊シリーズ第8作『超電子バイオマン』（2月4日 - 1985年1月26日）、同局系のメタルヒーローシリーズ第3作『宇宙刑事シャイダー』（3月2日 - 1985年2月22日）、フジテレビ系の石ノ森章太郎原作不思議コメディーシリーズ第3作『ペットントン』（1983年10月2日 - 8月26日）、同じく第4作『どきんちょ!ネムリン』（9月2日 - 1985年3月31日）と、東映制作の特撮物が計5作品制作された。
- 25日 - 毎日放送で、同局アナウンサーが総出演してアナウンサー自らが企画・演出のすべてを手がけるバラエティ番組『あどりぶランド』（関西ローカル）が放送開始。民放アナウンサー総出演によるバラエティ番組の先駆けとなった（ - 1998年3月18日）。
- 下旬 - 民放各局のワイドショーは、週刊文春の記事が発端となって世間を騒然とさせた三浦和義による一連の“ロス疑惑”報道を開始、長期間に及ぶ報道合戦が繰り広げられた。

### 3月
- 3日 - 読売テレビ制作・日本テレビ系土曜夜7時アニメ枠で、モンキー・パンチ原作の『ルパン三世』のテレビアニメシリーズ第3作目となる『ルパン三世 PARTIII』が放送開始（ - 1985年9月28日[注 1]、全50回[注 2]）。
- 4日 - 第1回名古屋国際女子マラソン[注 3]（ - 2011年、名古屋ウィメンズマラソンの前身）開催。同時に東海テレビ制作、フジテレビ系で全国ネット中継開始[4]。
- 14日 - フジテレビ系『笑っていいとも!』の名物コーナー「テレフォンショッキング」のゲストとして、黒柳徹子（タレント・女優・司会者）が初登場。しかし、あまりにも喋り過ぎた為、トーク時間は最長となる43分（当時）を記録[注 4]。なお、3か月後の6月22日には有吉佐和子（小説家）が出演し、それに次ぐ42分を記録した[注 5]。
- 16日 - NHK総合の子供向け情報番組『600こちら情報部』がこの日で放送終了、7年間の歴史に幕。
- 26日〜30日 - フジテレビ系『笑っていいとも!』のレギュラー陣の人事異動が発令、26日に月曜リーダー坂本あきら及び斎藤ゆう子、27日に市川勇と村松利史、28日にたこ八郎と山本昌平、29日にプリティ長嶋、30日に金曜リーダーの中村泰士及び井手ひろしがそれぞれ番組を卒業。
- 21日 - 3日前に誘拐された江崎グリコ代表取締役社長・江崎勝久（2021年現在も在任中）が無事発見され、NHK・民放各局は速報として夕方に報道特別番組を放送。ここから、一連のグリコ・森永事件が連日報道された[注 6]。
- 25日 - 世界初の双方向放送「世界初!双方向TVでさぐる日米ライフ感覚」（アメリカ側タイトルは「TOUCH NOW」)を朝日放送テレビがアメリカABCと共同制作。日本では朝10:00よりテレビ朝日系全国ネットで放送（アメリカではゴールデンタイム）。日本側の司会は関口宏。
- 30日
  - TBS系
    - 平日正午枠の帯クイズ番組『スーパーダイスQ』（1980年3月 - ）がこの日を最後に終了、4年1か月の歴史に幕。また、後続（12:20 - 12:40）の帯トーク番組『悪友親友』（1981年9月 - ）も2年半の歴史に幕を下ろした。
    - 平日昼の帯ドラマ枠『ポーラテレビ小説』が、この日（『千春子』最終回を放送）を最後に、1968年（第1作『三人の母』）開始以来約15年半・29作品にわたり一社提供を担当した化粧品総合メーカーのポーラがスポンサーを降板した。

### 4月
- 1日
  - TBS日曜朝の科学教養アニメ『ミームいろいろ夢の旅』、前年4月3日の初回から続いた「大谷兄妹編」に代わり「科学探偵団編」を開始（ - 1985年9月29日）。
  - フジテレビでこの日未明に放送された『オールナイトフジ』が、ニッポン放送『笑福亭鶴光のオールナイトニッポン』とテレビ・ラジオサイマル放送を行った。
  - NHK教育で『アンニョンハシムニカ・ハングル講座』放送開始[5]。
- 2日
  - NHKが新年度編成を開始。
    - 連続テレビ小説第32作『ロマンス』（主演：榎木孝明）放送開始（ - 9月29日）。連続テレビ小説で初めて歌詞入りオープニング曲を採用[6]。
    - 総合テレビ、平日朝の主婦向け情報番組『おはようジャーナル』放送開始（ - 1991年3月29日）。

  - TBS系の平日正午枠が一新。
    - 正午枠は旧来の2枠を統合の上12:00 - 12:40とし、クイズバラエティ番組『あんたが出番・面白Q!』を放送開始。しかしあまり人気が出ず、6月15日をもって打ち切られた。
    - 昼の帯ドラマ枠『ポーラテレビ小説』改め、複数社提供へ移行の上『テレビ小説』へ改題。再出発第1作（シリーズ第30作）『あなた』を放送開始。この週から再放送並びに他系列局ネットも終了した。

  - 一方のフジテレビ系では、昼・夕方の改革が行われた。
    - 平日夕方ニュース『FNNニュースレポート6:00/6:30』がこの日からキャスター交代（『6:00』は山川千秋→逸見政孝[注 7]、『6:30』は逸見・斎藤裕子[注 7]→大林宏・小出美奈[注 7]（7月16日より吉崎典子[注 7]に交代））。しかし、両番組は9月28日をもって放送終了、10月開始の『FNNスーパータイム』（後述）に引き継がれる。
- 4日
  - フジテレビ系で1966年（昭和41年）から18年続いた時代劇『銭形平次』がこの日の最終回スペシャル（第888回）をもって幕。なお主演の二代目大川橋蔵は8か月後の12月7日に死去[7]。
  - NHK総合で『宮本武蔵』放送開始（ - 1985年3月13日）。大河ドラマの近代路線への転換に伴い立ち上げられた新大型時代劇の第1作[8]。
- 6日 - フジテレビ系『笑っていいとも!』金曜日レギュラーとして、明石家さんまがこの日から正式加入。1995年9月29日まで11年半にわたり出演[注 8]。
- 17日 - テレビ朝日系火曜21時枠で、久々のコント55号主演のバラエティ番組『ザ・コント55号』放送開始。だが、約2ヶ月後の6月5日より脇役の野咲たみこを主演にした『たみちゃん』に変更した。

### 5月
- 4日 - TBS系朝のワイドショー番組『モーニングジャンボ奥さま8時半です』がこの日で放送終了、12年の歴史に幕。これにより、1971年（昭和46年）から13年続いた『モーニングジャンボ』シリーズは完全終幕となった。翌週の7日から、元NHKアナウンサーの森本毅郎司会による『森本毅郎さわやかワイド』に引き継がれる（11月5日に『森本ワイド モーニングEye』に改題、森本は1987年9月まで担当）。
- 20日 - 朝日放送（朝日放送テレビの前身）制作・テレビ朝日系の『パネルクイズ アタック25』で、千葉県の男性が史上3人目のパーフェクトを達成。
- 21日 - フジテレビ系『欽ドン!良い子悪い子普通の子おまけの子』で、放送予定を変更し、この日行われていたプロ野球『大洋×巨人』戦（横浜スタジアム）を番組内で生中継し、視聴率36.7%（関東地区、ビデオリサーチ調べ）を記録した。
- 26日 - TBS系『ぴったし カン・カン』で1975年（昭和50年）10月の放送開始から初代司会を務めた久米宏、及びチームキャプテンとしてレギュラー出演していたコント55号（萩本欽一、坂上二郎）がそろって番組を卒業。6月5日より2代目司会として小島一慶（当時：TBSアナウンサー）が就任、新チームキャプテンとして風見慎吾、関根勤→黒沢年男が加入。

### 6月
- 16日 - TBS系『8時だョ!全員集合』の公開生放送（埼玉県・入間市民会館）で停電が発生。放送開始後約9分間、会場が真っ暗なまま生中継されたが、年度2位となる視聴率26.2%（関東地区・世帯、ビデオリサーチ調べ）を記録（8時だョ!全員集合の歴史の「1984年」「トラブル史」各節も参照）。
- 23日 - NHK衛星放送、初の高音質Bモード[注 9]ステレオによるレギュラー番組『N響サテライトコンサート』放送開始。録音・制作・送出まで一貫して初のPCMデジタル音声による番組として放送。[9]
- 24日 - フジテレビ系『オールスター家族対抗歌合戦』の初代司会を1972年（昭和47年）10月の放送開始から務めた萩本欽一が卒業。後任の2代目司会者として、同局系『小川宏ショー』（1965年 - 1982年）の司会で親しまれた小川宏（元NHKアナウンサー）が就任する（小川は1986年9月の番組終了まで担当）。

### 7月
- 7日 - 関西テレビが土曜日深夜に生放送の深夜番組『エンドレスナイト』（関西ローカル）を放送開始。司会はばんばひろふみ、兵藤ゆき、杉山一雄（同局アナウンサー、当時）。終了時間を設定しない試みも話題となった（ - 1990年6月）。
- 29日〜8月13日（日本時間） - ロサンゼルスオリンピック開催。NHK総合で全競技を連日中継したほか、各局で開会式・ハイライトを放送。

### 8月
- 24日 - フジテレビ系の『金曜ファミリーワイド』で祭関連特別番組『サヨナラ日本の祭り 熱きファイナル』を放送。1971年から続いた『日本の祭り』シリーズはこの回をもって終了する。

### 9月
- 日本テレビ系で1975年4月から放送されていた視聴者参加番組『目方でドン』シリーズが終了、9年半の歴史に幕（最終番組は『ペアで挑戦!目方でドン』）。
- 25日 - フジテレビ系の帯バラエティー番組・『森田一義アワー 笑っていいとも!』は秋の改正により、火曜レギュラーの三浦洸一、なぎら健壱、戸川純が25日に、水曜リーダーの高田純次が26日に、木曜リーダーの桂文珍、及びドン川上、松金よね子、渡辺めぐみ、KINYAが27日、金曜レギュラーの芥川隆行、伊藤克信、木の葉のこが28日にそれぞれ卒業した[注 10]。
- 28日
  - 日本テレビ系の朝のワイドショー『ルックルックこんにちは』で1979年（昭和54年）4月の番組開始以来司会を務めていた女優の沢田亜矢子がこの日限りで降板。
  - フジテレビ系の平日午後1時のライオン一社提供帯ドラマ枠『ライオン劇場』がこの日をもって20年の歴史に幕。1964年（昭和39年）から『ライオン奥様劇場』として放送開始、1983年より『ライオン午後のサスペンス』と改め、最末期に『ライオン劇場』と改題していた。なお最終作品は『喜劇・女の戦争』であった。

### 10月
- 1日
  - NHK連続テレビ小説第33作『心はいつもラムネ色』（主演：新藤栄作）放送開始（ - 1985年3月30日）。
  - 日本テレビ系の朝のワイドショー『ルックルックこんにちは』の新司会者に元ザ・タイガースのメンバーでタレント・俳優の岸部四郎が登板。以後、岸部は自ら自己破産した1998年4月6日に降板するまで番組の顔として親しまれた。
  - TBS系の『JNNニュースコープ』は平日の放送時間を19時20分まで拡大。平日版のキャスターに田畑光永と吉川美代子を起用[10]。これにより、平日19時台に放送されていた5番組が19時20分開始の40分番組となる（月：『クイズ100人に聞きました』、火：『ぴったしカン・カン』、水：『ザ・チャンス』、木：『クイズ天国と地獄』、金：『野生の王国』）。なお『野生の王国』は制作側の毎日放送では土曜16時50分 - 17時30分と遅れネットで放送した[11]。
  - フジテレビ系の平日午後1時枠で、小堺一機司会によるライオン一社提供のトーク番組『ライオンのいただきます』放送開始。新宿・スタジオアルタから公開生放送（ - 1990年12月）。後の『ライオンのごきげんよう』（1999年1月 - 2016年3月）まで30年以上にわたり「フジ昼1時＋ライオン＋小堺」によるトーク番組が定着する。
  - フジテレビ系の平日夕方6時枠で、初の1時間ニュース番組『FNNスーパータイム』が放送開始（ - 1997年3月）[12][注 11]。初代アンカーマンに同局の逸見政孝アナウンサー[注 7]とフリーキャスターの幸田シャーミン。スポーツコーナーは元プロ野球選手の河村保彦（月 - 水曜日）と江本孟紀（木・金曜日）が担当。
  - テレビ朝日系の報道・情報番組が改正。朝の情報番組『おはようテレビ朝日』は新たに落語家の三遊亭楽太郎（後の六代目圓楽）とフリーキャスターの頼近美津子が登板。お昼のニュース番組『ANNニュースライナー』は平日に高井正憲（平日）、戸谷光照（週末）両アナウンサーが登板。2時のワイドショー『こんにちは2時』は新アシスタントに保坂正紀、小宮悦子両アナウンサーが登板（いずれも当時）。
- 3日 - TBS系時代末期の1974年10月に開始した[注 12]朝日放送制作・テレビ朝日系のクイズ番組『霊感ヤマカン第六感』（関西地区は大阪ガス一社提供）が終了、10年の歴史に幕。
- 4日
  - 毎日放送・TBS系で中村敦夫（俳優）が案内役の情報ドキュメンタリー番組『中村敦夫の地球発22時』が放送開始。以後、『中村敦夫の地球発23時』→『地球発19時』と放送曜日・時間を変えながら1991年9月まで続いた。
  - フジテレビ系木曜22時枠で連続ドラマ枠木曜劇場新設（2021年現在も継続）、第1回作品『オレゴンから愛』（古谷一行主演）放送開始。初回は84分拡大版で放送された（ - 12月27日、全13回）。
- 6日 - フジテレビの人気深夜番組『オールナイトフジ』に対抗する形で、他の民放各局が一斉に深夜番組を開始。この日だけで『TV海賊チャンネル』（日本テレビ）[12]『ハロー!ミッドナイト』（TBS）『ミッドナイトin六本木』（テレビ朝日）『夜はエキサイティング』（テレビ東京）の4番組が開始された[13]。
- 7日
  - 日本テレビ系『笑点』でこの日から山田隆夫が6代目座布団運び役に登板。
  - 一方、TBS系日曜正午枠の生放送番組『ゆうYOUサンデー!』も総合司会が大沢悠里（当時TBSアナウンサー）から、歌手の和田アキ子と、6月にテレビ朝日を退社したばかりの古舘伊知郎（フリーアナウンサー）のコンビに交代。後に『アッコ 古舘のあっ!言っちゃった!』（1985年4 - 9月）を経て、和田の司会で2025年現在も続く『アッコにおまかせ!』（1985年10月 - ）につながっていく。
  - 朝日放送制作・テレビ朝日系アニメ『とんがり帽子のメモル』が放送枠を移動（土曜19時→日曜8時30分）。以後、2025年現在放送中の『プリキュアシリーズ』まで30年以上にわたり、この枠は朝日放送テレビ制作アニメが継続している。
- 7日・14日  - テレビ朝日系『象印クイズ ヒントでピント』では7日放送分をもって、男性軍キャプテンを務めた作曲家の小林亜星[注 13]、同じく4枠の沖田浩之がそれぞれ降板[14]。翌週14日より、新キャプテンに写真家の浅井慎平、4枠には太川陽介がそれぞれ登板[15]。
- 11日 - フジテレビ系で武論尊原作、原哲夫漫画のテレビアニメ『北斗の拳』がスタート[注 14]（ - 1987年3月5日）。主人公ケンシロウの「お前はもう死んでいる」は流行語となる。
- 12日 - フジテレビ系金曜21〜22時枠、初の2時間ドラマ枠『金曜女のドラマスペシャル』開始（以後もタイトルを変更しながら継続して『金曜プレミアム』まで2019年まで放送して撤退）。
- 14日 - 朝日放送制作・テレビ朝日系の恋愛バラエティ番組『ラブアタック!』が、この日の放送をもって9年の歴史に幕[注 15]。
- 14日・28日 - 朝日放送制作・テレビ朝日系の『パネルクイズ アタック25』は、司会の児玉清（俳優）が腹膜炎による病気入院のため、2週に亘り[注 16]、元プロ野球選手でタレントの板東英二がピンチヒッターを務めた[注 17]。
- 21日・22日 - テレビ朝日系の刑事ドラマ『西部警察』シリーズ、1983年から続いた『西部警察 PART-III』が21日で最終回。さらに翌22日には3時間スペシャル『さよなら西部警察 大門死す!男達よ永遠に…』を放送し、シリーズは1979年（昭和54年）以来5年にわたる歴史に幕。なお20年後の2004年10月31日に20年ぶりの新作として『西部警察 SPECIAL』が放送された[注 18]。
- 25日 - TBS系『ザ・ベストテン』が放送350回を記念して、岡山県から公開生放送「ザ・ベストテン IN 岡山」を実施。当日の第1位はチェッカーズ「星屑のステージ」。
- 27日 - テレビ東京系で、関口宏司会の情報生番組『テレビあっとランダム』放送開始（ - 1990年3月）。

### 12月
- 31日
  - TBS系で『第26回輝く!日本レコード大賞』放送（19:00-20:54）。大賞は五木ひろしの「長良川艶歌」。五木は11年ぶり2回目の大賞受賞。なお、帝国劇場で開かれる日本レコード大賞はこの年が最後となった。
  - 『第35回NHK紅白歌合戦』放送。この年で歌手業を引退する都はるみ[注 19] が紅組トリを務め、「夫婦坂」を歌い終わった都に紅白歌合戦史上初のアンコールが起こり、白組司会の鈴木健二（当時NHKアナウンサー）による「私に1分間時間をください!」が名言となる。また、総合司会の生方恵一（当時NHK東京アナウンス室チーフアナウンサー）が間違って「ミソラ…」と発言したことにより、波紋を呼んだ。

## その他テレビに関する話題
| 瀬戸内海放送岡山本社（KSB会館）稼働開始（6月1日） |  | 宮崎放送新社屋稼働開始（9月1日） |
| 瀬戸内海放送岡山本社（KSB会館）稼働開始（6月1日） |  | 宮崎放送新社屋稼働開始（9月1日） |

- フジテレビが1982年から在京民放局で3年連続の年間視聴率3冠王を達成する。翌1985年春には、年度視聴率でも在京民放局で3年連続の3冠王を達成する。
- 1月23日 - 日本初の実用放送衛星、ゆり2号a打ち上げ。
- 5月12日 - NHKが衛星放送の試験放送を開始。
- 6月 - テレビ朝日アナウンサーの古舘伊知郎が、1977年[注 20] から7年3ヶ月勤務した同局を退職、フリーアナウンサーとなる。
- 6月1日 - 瀬戸内海放送（KSB）が岡山県の拠点として、岡山市大供（2009年に北区に編入）に「KSB会館」が落成。同時に岡山総局が「岡山本社」に昇格した。
- 7月31日 - 兵庫県明石市で朝日放送の取材ヘリが毎日新聞社ヘリとが接触し墜落、3名が死亡する事故が発生。
- 9月1日 - 宮崎放送（MRT）の本社・演奏所が宮崎市下北方町から同市橘に移転、稼働開始。
- 10月1日 - 瀬戸内海放送の親局送信所が前田山送信所（香川県高松市）から金甲山送信所（岡山県玉野市・岡山市）に移転。親局のアナログチャンネル数も33ch（高松）→25ch（岡山）に変更（高松局は中継局に格下げ）。

## 音声多重放送開始
- 7月20日 - NHK鹿児島放送局の総合テレビ[16]
- 7月28日 - NHK長崎放送局の総合テレビ[16]
- 8月2日 - NHK福島放送局の総合テレビ[16][17]
- 12月1日 - 北海道文化放送(札幌地区―ただし胆振支庁管内の苫小牧市・勇払郡も含む－のみ)[18]
- 12月25日 - NHK山口放送局の総合テレビ[16][19]

## 周年

### 開局・放送開始
1月
- 25周年 - 長崎放送テレビジョン、NHK東京教育テレビジョン

2月
- 25周年 - テレビ朝日

3月
- 30周年 - NHK大阪・名古屋総合テレビジョン
- 25周年 - フジテレビジョン、毎日放送テレビジョン、九州朝日放送テレビジョン、日本海テレビジョン放送、NHK鳥取総合テレビジョン
- 15周年 - NHK高松・佐賀総合・教育テレビジョン

4月
- 25周年 - NHK大阪教育テレビジョン、NHK福島総合テレビジョン、札幌テレビ放送、東北放送テレビジョン、北日本放送テレビジョン、中国放送テレビジョン、四国放送テレビジョン、高知放送テレビジョン、熊本放送テレビジョン、南日本放送テレビジョン
- 20周年 - テレビ東京
- 15周年 - 富山テレビ放送、石川テレビ放送、長野放送、中京テレビ放送、近畿放送テレビジョン、岡山放送、瀬戸内海放送、福岡放送、サガテレビ、テレビ長崎、テレビ熊本、鹿児島テレビ放送
- 10周年 - テレビ和歌山
- 5周年 - テレビ埼玉

5月
- 15周年 - サンテレビジョン

6月
- 25周年 - NHK山口総合テレビジョン

7月
- 5周年 - 静岡第一テレビ

8月
- 25周年 - NHK福井・大分総合テレビジョン

9月
- 25周年 - 岩手放送テレビジョン、NHK甲府総合テレビジョン

10月
- 25周年 - 青森放送テレビジョン、山口放送テレビジョン、大分放送テレビジョン、NHK松江総合テレビジョン
- 15周年 - 秋田テレビ、福井テレビジョン放送

11月
- 25周年 - 沖縄テレビ放送

12月
- 25周年 - NHK秋田・山形総合テレビジョン、山梨放送テレビジョン、山陰放送テレビジョン
- 15周年 - 青森テレビ、テレビ岩手、三重テレビ放送、テレビ愛媛

### 番組
放送開始30周年
- NNNきょうの出来事（日本テレビ）

放送開始25周年
- おかあさんといっしょ（NHK）

放送開始20周年
- 1月 - 新春スターかくし芸大会（フジテレビ）
- 8月 - ミュージックフェア（フジテレビ）
- 10月 - モーニングショー（テレビ朝日）- 当時：『江森陽弘モーニングショー』

放送開始15周年
- 1月 - クイズタイムショック（テレビ朝日）
- 10月
  - 8時だョ!全員集合（TBS）
  - サザエさん（フジテレビ）
  - トップテンシリーズ（日本テレビ）- 当時：『ザ・トップテン』
  - 水戸黄門（TBS）

放送開始10周年
- 4月
  - ニュースセンター9時（NHK総合）
  - 土井勝おかずのクッキング（テレビ朝日）

放送開始5周年
- 3月
  - ズームイン!!朝!（日本テレビ）
  - 象印クイズ ヒントでピント（テレビ朝日）
- 4月
  - ルックルックこんにちは（日本テレビ）
  - 2時のワイドショー（読売テレビ）
  - クイズ100人に聞きました（TBS）
  - ザ・チャンス!（TBS）
  - ドラえもん（テレビ朝日）
- 10月
  - 花王名人劇場（関西テレビ）
  - アイ・アイゲーム（フジテレビ）
- 欽ちゃんの全日本仮装大賞（日本テレビ）[注 21]

## 記念回
- 500回以上
  - ミュージックフェア（フジテレビ）- 1000回[20]
  - 夜のヒットスタジオ（フジテレビ）- 800回
  - クイズタイムショック（テレビ朝日）- 800回
  - 太陽にほえろ!（日本テレビ）- 600回
  - ノックは無用!（関西テレビ） - 500回
  - 笑っていいとも!（フジテレビ）- 500回
- 100回以上
  - クイズ・ドレミファドン!（フジテレビ） - 400回
  - ザ・ベストテン（TBS）- 350回
  - 大岡越前（TBS）- 通算200回

## 視聴率
（※関東地区、ビデオリサーチ調べ）

### スポーツ
1. ロサンゼルスオリンピック「男子マラソン」「シンクロナイズドスイミング・ソロ決勝」（NHK総合、8月13日）48.8%
2. ロサンゼルスオリンピック「開会式」（NHK総合、7月29日）47.9%
3. 第66回全国高等学校野球選手権大会・決勝（NHK総合、8月21日）39.2%
4. 大相撲九州場所・13日目（NHK総合、11月23日 17:32-17:58）38.9%
5. ロサンゼルスオリンピック「閉会式」（NHK総合、8月13日）38.8%
6. 大相撲初場所・千秋楽（NHK総合、1月22日 17:00-18:00）37.5%
7. 第2回全国都道府県対抗女子駅伝競走大会（NHK総合、1月22日）36.9%
8. 欽ドン!良い子悪い子普通の子おまけの子「大洋×巨人」（フジテレビ、5月21日）36.7%
9. '84国際女子駅伝レナウンカップ（日本テレビ、2月26日）34.9%
10. '84大阪国際女子マラソン・ロス五輪日本代表選手選考会（フジテレビ、1月29日）33.0%
11. '84プロ野球オールスターゲーム・第1戦（日本テレビ、7月21日）30.9%
12. '84読売日本テレビ東京国際マラソン（日本テレビ、2月12日）29.6%

### ドラマ
1. 連続テレビ小説 おしん（最終回）（NHK総合、3月31日）59.4%
2. 連続テレビ小説 ロマンス（NHK総合、4月10日）47.3%
3. 連続テレビ小説 心はいつもラムネ色（NHK総合、12月1日）45.6%
4. ナショナル劇場 水戸黄門 第14部（TBS、5月14日）33.9%
5. 不良少女とよばれて (最終回) (TBS、9月25日) 27.9%
6. 特捜最前線 (テレビ朝日、1月18日) 27.4%
7. 必殺仕切人 (テレビ朝日、8月31日) 26.8%
8. 西部警察 PART-III 最終回 (テレビ朝日、10月22日) 25.2%

### 映画
1. 愛と感動のスペシャル『南極物語・特別編』（後編）（フジテレビ、10月6日）35.2%
2. 日曜洋画劇場『ザ・デイ・アフター』（テレビ朝日、10月21日）30.0%
3. 日曜洋画劇場『戦場のメリークリスマス』(テレビ朝日、12月23日) 23.6%

### バラエティ・歌番組など
1. 第35回NHK紅白歌合戦（NHK総合、12月31日）78.1%
2. 欽ちゃんのどこまでやるの!（テレビ朝日、1月25日）37.2%
3. なるほど!ザ・ワールド（フジテレビ、1月31日）36.2%
4. さよなら1984 ザ・ベストテン豪華版（TBS、12月27日）34.4%
5. 世界まるごとHOWマッチ（TBS、5月31日）33.8%
6. 笑っていいとも!増刊号（フジテレビ、2月26日）29.7%

### ニュース・ドキュメンタリーなど
1. NHKニュース（NHK総合、12月31日 20:55-21:00）48.6%
2. ゆく年くる年（NHK総合、12月31日）47.9%
3. NHKニュース・天気予報（NHK総合、1月19日 8:30-8:40）44.5%
4. わが心のおしん（NHK総合、1月7日）41.4%
5. NHKニュース（NHK総合、12月1日 8:30-8:35）39.9%
6. NHKニュースワイド（NHK総合、2月18日）37.3%

## テレビ番組

### テレビドラマ

#### NHK
- 大河ドラマ 山河燃ゆ（主演：松本幸四郎） - 大河ドラマ「近代三部作」[21] の第1作
- 連続テレビ小説
  - ロマンス（主演：榎木孝明、樋口可南子）
  - 心はいつもラムネ色
- 銀河テレビ小説
  - 陽だまり横丁のラブソング
  - いけずごっこ
  - やどかりは夢をみる（名古屋局制作、主演：三浦浩一、宮崎美子）
  - 花丸銀平（主演：細川俊之）
  - 愛してよろしいですか
  - 迷惑かけてありがとう
  - 下町探偵局
  - 思い出トランプ
  - 新・青春戯画集
  - 幸福戦争
  - 港駅（出演：中村雅俊、長谷川真弓、桜井センリ、三ツ木清隆）
  - 純情長良川
- NHK新大型時代劇 宮本武蔵（主演：役所広司）
- 新・夢千代日記

主なスペシャルドラマ
- 炎熱商人（出演：緒形拳、中条きよし、松平健、梶芽衣子） - 5月3日
- 女殺油地獄（原作：近松門左衛門 演出：和田勉 出演：松田優作、小川知子、山﨑努） - 9月29日
- 安寿子の靴（出演：大鶴義丹 他）　- 10月13日

#### 日本テレビ系
- 月曜スター劇場
  - 女ざかり（主演：いしだあゆみ）
  - 家族の晩餐（主演：倍賞美津子）
  - なぜか、ドラキュラ（主演：タモリ）
- 金曜劇場
  - 昨日、悲別で（主演：天宮良）
  - 25才、危うい予感（主演：桜田淳子）
  - 瑠璃色ゼネレーション（主演：風間杜夫）
  - 名門私立女子高校（主演：西田敏行）
- グランド劇場
  - 風の中のあいつ（主演：渡辺徹、榊原郁恵）
  - 気分は名探偵（主演：水谷豊）
- 日曜22時30分海外ドラマ
  - 白バイ野郎ジョン&パンチ
  - 俺たち賞金稼ぎ!!フォール・ガイ

主なスペシャルドラマ
- 素晴らしきサーカス野郎（主演：千葉真一） - 1月4日、映画が放映される水曜ロードショーに特別企画として放送された。

#### TBS系
- ぼくたちの疾走（主演：宮川一朗太、大沢逸美）
- テレビ小説
  - あなた（主演：藤真利子）
  - 一度は有る事（主演：白川由美。同作より放送期間が1クール単位に変更）
- ナショナル劇場
  - 水戸黄門 第14部 （主演：西村晃）(1983年10月31日-1984年7月9日)
  - 大岡越前 第8部（主演：加藤剛、竹脇無我）（7月16日-1985年1月21日）
- 火曜8時
  - 不良少女とよばれて（主演：伊藤麻衣子）
  - 転校少女Y（主演：高部知子）
- 火曜9時
  - 年ごろ家族（出演：宇津井健、榊原郁恵、手塚理美、財津一郎）
  - シンデレラの財布（主演：石田えり）
  - 離婚テキレイ期（主演：浅丘ルリ子、竹脇無我）
- 木曜8時
  - 青春泥棒・徹と由紀子（主演：石原真理子、中井貴一）
  - ビートたけしの学問ノススメ（主演：ビートたけし）※最終作品
- 金曜8時
  - 中卒・東大一直線 もう高校はいらない!（主演：菅原文太）
  - 家族ゲームII（主演：長渕剛）
  - うちの子にかぎって…（主演：田村正和）
  - 東中学3年5組（主演：南こうせつ）
- 金曜ドラマ
  - 無邪気な関係（出演：鶴見辰吾、石原真理子 他）
  - くれない族の反乱（主演：大原麗子、田村正和）
  - 金曜日の妻たちへII
  - 大家族
- 土曜9時
  - スクール☆ウォーズ（主演：山下真司、岡田奈々、松村雄基）

主なスペシャルドラマ
- 3年B組金八先生スペシャルIII（主演：武田鉄矢）- 10月5日

廃枠
- 9月 - 木曜8時枠（『世界まるごとHOWマッチ』（毎日放送制作）枠移動のため）

#### フジテレビ系
- 平岩弓枝ドラマシリーズ
  - 風祭
  - 蝶々さんと息子たち
  - 女の暦（主演：京塚昌子）
- 金曜7時枠
  - 新・翔んだカップル
  - クルクルくりん（主演：岩井小百合）
- 水曜8時枠
  - 青い瞳の聖ライフ（主演：宮川一朗太、フローレンス）※第1回作品
- 木曜劇場
  - オレゴンから愛（主演：古谷一行）※第1回作品
- 関西テレビ制作火曜10時枠時代劇
  - 流れ星佐吉（主演：郷ひろみ）
  - 暴れ九庵（主演：風間杜夫）
- 乾いて候（主演：田村正和）
- 弐十手物語（主演：名高達郎）
- 真夜中の匂い（出演：紺野美沙子、林隆三 他）
- 阪急ドラマシリーズ（関西テレビ制作）
  - 怪人二十面相と少年探偵団II
  - ママ、聞いてよ!

主なスペシャルドラマ
- 北の国から'84夏（主演：田中邦衛） - 9月27日
- 心はロンリー気持ちは「…」（主演：明石家さんま）第1作 - 12月17日

廃枠
- 9月 - ライオン劇場（『ライオンのいただきます』開始に伴う）

枠新設
- 10月 - 金曜女のドラマスペシャル、水曜8時枠

枠変動
- 10月 - 金曜劇場→木曜劇場（2016年現在も継続）

#### テレビ朝日系
- 木曜9時の女シリーズ
  - 魔性の女シリーズ 妻たちの熱い午後（主演：桃井かおり）
  - 欲望の女シリーズ 乙女座は悪女の匂い（主演：岸本加世子）
  - 疑惑の女シリーズ 乳房よ眠れ（主演：市原悦子）
  - 密会の女シリーズ 訃報は午後二時に届く（主演：佐久間良子）
  - 乱れる女シリーズ ほとんど離婚（主演：多岐川裕美）
  - 隣の女シリーズ 妻たちの乱気流（出演：若尾文子、松尾嘉代 他）
  - 狙われた女シリーズ 悪魔がしのびよる（主演：小川知子、中村敦夫）
  - 過去のある女シリーズ 結婚の資格（主演：坂口良子、大和田獏）
- 金曜9時枠（朝日放送制作）
  - 京都マル秘指令 ザ新選組（出演：古谷一行、京本政樹、ガッツ石松、甲斐智枝美 他）
  - ザ・ハングマン4（出演：名高達郎、フランキー堺、佐藤浩市、植木等 他）
- 必殺シリーズ（朝日放送制作）
  - 必殺仕事人IV（1983年10月21日 - 1984年8月24日）
  - 必殺仕切人（第22作。出演：京マチ子、中条きよし、芦屋雁之助、小野寺昭、高橋悦史 他）
- 私鉄沿線97分署（出演：渡哲也、鹿賀丈史、時任三郎、坂口良子、小西博之、長門裕之 他）

主なスペシャルドラマ
- 序の舞・新春ドラマスペシャル - 1月2日（原作：宮尾登美子／出演：大原麗子、田村正和 他）
- さよなら西部警察 大門死す!男達よ永遠に… - 10月22日

#### テレビ東京系
- 夫婦ねずみ今夜が勝負!

### テレビアニメ
- OKAWARI-BOY スターザンS（フジテレビ）
- 世界名作劇場 牧場の少女カトリ（フジテレビ）
- 超攻速ガルビオン（テレビ朝日）
- 重戦機エルガイム（名古屋テレビ）
- 宗谷物語（テレビ東京）
- 夢戦士ウイングマン（テレビ朝日）
- とんがり帽子のメモル（朝日放送）
- ルパン三世 PARTIII（読売テレビ）
- ビデオ戦士レザリオン（TBS）
- Gu-Guガンモ（フジテレビ）
- オヨネコぶーにゃん（テレビ朝日）
- 巨神ゴーグ（テレビ東京）
- らんぽう（フジテレビ）
- チックンタックン（フジテレビ）
- まんがどうして物語（TBS）
- ガラスの仮面（日本テレビ）
- アタッカーYOU!（テレビ東京）
- ゴッドマジンガー（日本テレビ）
- 超時空騎団サザンクロス（毎日放送）
- 魔法の妖精ペルシャ（日本テレビ）
- ふしぎなコアラブリンキー（フジテレビ）
- よろしくメカドック（フジテレビ）
- ふたり鷹（フジテレビ）
- 北斗の拳（フジテレビ）
- 機甲界ガリアン（日本テレビ）
- 超力ロボ ガラット（名古屋テレビ）
- あした天気になあれ（フジテレビ）
- レンズマン（テレビ朝日）
- 星銃士ビスマルク（日本テレビ）
- キャッツ♥アイ（日本テレビ）第2シリーズ
- 名探偵ホームズ（テレビ朝日）
- ミッキーマウスとドナルドダック（日本テレビ）海外作品
- ドタンバのマナー（フジテレビ）

### 特撮番組
- 星雲仮面マシンマン（日本テレビ）
  - 出演：佐久田修、塚田聖見、曽我町子、天本英世、湖条千秋 他
- 超電子バイオマン（テレビ朝日）
  - 出演：阪本良介、太田直人、大須賀昭人、矢島由紀、牧野美千子、田中澄子、太田淑子、幸田宗丸、中田博久、飛鳥裕子、ストロング金剛、林一夫 他
- 宇宙刑事シャイダー（テレビ朝日）
  - 出演：円谷浩、森永奈緒美、西沢利明、鈴木正幸、飯塚昭三 他
- どきんちょ!ネムリン（フジテレビ）
  - 出演：内田さゆり、東啓子、福原一臣、市川勇、飛高政幸、室井深雪 他

スペシャル
- 仮面ライダースペシャル 10号誕生!仮面ライダー全員集合!!（毎日放送、1月3日）- 10号ライダー・仮面ライダーZXがテレビ初登場。
  - 出演：菅田俊、佐々木剛、宮内洋、高杉俊介、潮健児 他
- 人気怪獣大パレード（テレビ東京、3月26日 - 3月30日） - 『5夜連続シリーズ スーパーTV』で放送。『ファイヤーマン』・『ウルトラマンタロウ』・『ミラーマン』・『ジャンボーグA』の名場面を放送。
  - 　出演（声）：田村景子、三遊亭小遊三、滝口順平
  - ナレーター：村越伊知郎、瑳川哲朗、浦野光
- さよなら!!夏休みペットントンスペシャル（フジテレビ、8月27日）- 『ペットントン』最終回翌日に放送された特別編。[注 22]
  - 出演：小林綾子、高橋利安、佐渡稔、斉藤晴彦、東啓子、奥村公延、高木政人、丸山裕子、八代駿

### 報道・情報番組
- おはようジャーナル（NHK総合）
- きょうのスポーツとニュース（NHK総合）
- 特報首都圏（NHK総合・関東甲信越ローカル）
- TKUニュース・アイ（テレビ熊本）
- NNN6:30きょうのニュース（日本テレビ）
- ワールドNOW（日本テレビ）
- 諸君!スペシャルだ（TBS）
- 日曜ゴールデン特版（TBS）
- 中村敦夫の地球発22時（毎日放送）
- モーニングスタジオ・土曜!100%（関西テレビ）
- FNNスーパータイム（フジテレビ）[12]
- 健保連のすこやかさん（フジテレビ）
- ウェザーショー(テレビ朝日)[12]
- uhbイブニングニュース（北海道文化放送）
- NSTワイド6:00（新潟総合テレビ）
- NBSイブニング6:00（長野放送）
- FNNテレビ静岡スーパータイム（テレビ静岡）
- イブニングニュース600（東海テレビ）
- アタック600（関西テレビ）
- tssワイドニュース（テレビ新広島）
- スーパータイムEBC600（テレビ愛媛）
- TNCスーパータイム NEWS&SPORTS（テレビ西日本）
- OTVイブニングワイド（沖縄テレビ）
- 鉄矢のびっくり外報部→鉄矢の地球トピックス（テレビ朝日）
- POPくじら基地（テレビ東京）
- トップ・ヒット・ナウ（テレビ東京）
- 面白アニメランド→勝手に笑ってランド（テレビ東京）
- テレビあっとランダム（テレビ東京）

### バラエティ番組
- 全日本オールスター選抜大運動会（日本テレビ）
- 熊と美女の恋人気分!（日本テレビ）
- サザンの勝手にナイトあっ!う○こついてる（日本テレビ）
- いい加減にします!（日本テレビ）
- WAッ!熊が出た!!（日本テレビ）
- 日曜9時は遊び座です（日本テレビ）
- パソコントラベル君ならどうする（TBS）
- たけしのホッカホッカタイム（TBS）
- （アッコ・古舘の）ゆうYOUサンデー!（TBS）
- 生だ!おもしろ特急便（TBS）
- ザ・わかるっチャー（フジテレビ）
- ザ・コント55号→たみちゃん（テレビ朝日）
- 派手〜ずナイト（北海道テレビ放送）

### クイズ番組
- どんなモンダイQてれび（NHK総合）
- クイズ ラブラブジャンプ（日本テレビ）
- あんたが出番!面白Q（TBS）
- わかるかな?ワールドジェスチャー（TBS）
- 全国縦断!クイズあのねのね→日本列島縦断クイズ（毎日放送）
- クイズ!お金が大好き（フジテレビ）
- クイズのりもの講座（フジテレビ）
- クイズ（→ザ・）地球どんぶり!（フジテレビ）
- あっぱれ外人DONピシャリ!!（テレビ朝日）
- ABOBAゲーム（朝日放送）
- クイズとっても偉人伝（テレビ東京）
- 知って得するゼミナール（テレビ東京）

### トーク番組
- ライオンのいただきます（フジテレビ）
- 新伍と乙女の今夜もキュン!!（テレビ朝日）

### 音楽番組
- 徹子と気まぐれコンチェルト（ステレオ）（NHK総合）[22]
- 音楽の好きな街（NHK総合）[22]
- 日曜招待席（NHK総合）[22]
- ふるさとのうた（ステレオ）（NHK総合）[23]
- N響サテライトコンサート（高音質Bモードステレオ、PCMデジタル録音・制作）（NHK衛星）[9]

### スポーツ番組
- サラエボオリンピック中継（NHK）
- ロサンゼルスオリンピック中継（NHK・民放各局）
  - オリンピックを100倍楽しむ法（フジテレビ。開幕前の6月23日に放送されたロス五輪関連番組。司会：黒柳徹子、長嶋茂雄、露木茂(当時局アナ)）
- 女子プロレス（フジテレビ）
- スポーツ宝島（テレビ朝日）
- スポーツNOWスペシャル（テレビ朝日）
- 全国珍スポーツ決定版（テレビ東京）

その他
この年から、民放各局のゴールデンタイムのプロ野球ナイター中継開始前に、直前情報（タイトル例：『ナイター情報』）を放送開始。

### 教養・ドキュメンタリー番組
- マルチ・スコープ（NHK総合）
- ことばのくに（NHK教育）
- はたらくひとたち（NHK教育）
- たんけんぼくのまち（NHK教育）
- さんすうすいすい（NHK教育）
- アンニョンハシムニカ・ハングル講座（NHK教育）
- シルバーシート (テレビ番組)（NHK教育）

### 料理番組
- 愛川欽也の探検レストラン（テレビ朝日）
- 輝け!オールスター秋の番組対抗ウルトラ料理大賞（テレビ朝日。9月26日） - 第2回にして最終回。

### 映画番組
- 新春アニメ劇場（フジテレビ） - 1991年までの毎年1月1日に放送（1989年は休止[注 23]）
- 水曜ファミリー劇場（テレビ東京） - 後にドキュメンタリーも平行放送

### 深夜番組
- TV海賊チャンネル（日本テレビ）[12]
- ハロー!ミッドナイト（TBS）
- ミッドナイトin六本木（テレビ朝日）
- 夜はエキサイティング（テレビ東京）
- あどりぶランド（毎日放送）
- エンドレスナイト（関西テレビ）

### 単発特別番組枠
- 月曜スペシャル90（テレビ朝日）
- 土曜ワイド（フジテレビ）
- 月曜テレビジョン（テレビ東京）
- 火曜スーパーワイド（第2期）（テレビ東京）

### その他
- 人形劇 ひげよさらば（NHK総合）
- テレビ大好き!（TBS、関東ローカル） - 『ニュースコープ』拡大に伴い19時枠に設置されたミニ番組
- カーグラフィックTV（テレビ朝日→BS朝日）
- タミヤRCカーグランプリ（テレビ東京）

### 既存番組の音声多重化

#### ステレオ放送化
- ヤンヤン歌うスタジオ（テレビ東京）- 1月8日から[24]。

## この年の主なキャンペーン
- 「春はどっきりおもしろまじめ」（日本テレビ、4月） - 前年からの「おもしろまじめに4チャンネル」をリニューアル。同時期開始の『風の中のあいつ』主演者：渡辺徹が「坊っちゃん」風の教師に扮して登場。